# 刘台子遗址
刘台子遗址，又名刘家台遗址，位于山东省济南市济阳区曲堤镇刘家台村西约200米处的台地上，高出周围地面约2.5米，总面积2万平方米，为商周时期遗址，下层和上层分别存有龙山文化遗存和少量汉代遗存。该遗址先后共清理出规模结构基本相同的古墓5座，包括1座汉墓和4座商末周初古墓，出土300余件文物，包括大量商周时期的青铜器、玉器，青铜器多数含有铭文，为研究古代河水济水间的商周古国、族属等问题的重要资料。
2019年10月，该遗址列入第八批全国重点文物保护单位。